# 宮本英樹
宮本 英樹（みやもと ひでき、1961年1月17日 - ）は、KBS京都のアナウンサー。

## 来歴
立命館高等学校、立命館大学産業社会学部卒業後、テレビ宮崎を経て1988年に近畿放送（当時）へ入社。競馬中継やバスケットボール・高校社会人ラグビーなどのスポーツ実況を中心に活躍。2006年7月1日に報道局報道部長への人事異動により、デスク業務や報道記者に移った。その後、総務部長、滋賀支社長（記者兼任）を歴任。2021年3月2日の京都新聞ニュースを皮切りにアナウンス職復帰。

## 出演

### ラジオ
- アスリートクラブ
- おはようミュージック
- おはよう歳時記
- 人巡り・音巡り
- アクセスKBS（番組審議会ナレーション）
- 笑福亭晃瓶のほっかほかラジオ[注釈 4]
- さらピン!キョウト（2019年5月8日）- KBS京都滋賀支社記者として出演
- 京都新聞ニュース→KBS京都ニュース

### テレビ
- 京都府議会・京都市会中継（解説）
- 祇園祭中継（2007年メイン司会）
- Live5→京プラス（記者レポート・解説など）
- 競馬中継
- 競馬展望
- 全国高校ラグビー大会
- 関西六大学野球中継
- 京都市小学校大文字駅伝
- 高校バスケットボール京都府大会決勝
- 選挙開票速報（メイン司会）
- 京のまち
- 防災特別番組「生命を守るための防災対策」（BBC） - KBS滋賀 宮本英樹
- やのぱんの生活情報部（月曜-木曜 19:00 - 19:55）
  - きょうのイチオシ!「与謝野晶子と京都」（2012年5月28日）朝もほっかほかラジオで話す、「魅力ある劇場へ 府民ホール アルティ」（2012年6月4日）、「消費税増税法案可決 京の反応は」（2012年6月26日）
  - リポーター（顔出しなし）
- 京都市議会本会議中継　解説
- newsフェイス「宇治飯うまいもんチャンネル」解説（2021年9月20日）

## その他
- 京阪京津線旧車内放送
- 浜大津駅旧駅自動アナウンス

## 主な競馬実況歴

### GIレース
- 高松宮杯→高松宮記念（1996年、1998年、1999年、2005年）
- 桜花賞（1994年〜1999年、2004年）
- 皐月賞（1994年〜1996年）
- 天皇賞・春（1995年〜1999年）
- 優駿牝馬（1995年〜1996年）
- 東京優駿（1994年〜1996年）
- 宝塚記念（1995年〜1998年）
- 秋華賞（1996年、1998年、1999年、2002年）
- 菊花賞（1995年〜1997年、2000年、2004年、2005年）
- エリザベス女王杯（1994年〜1999年、2001年、2002年）
- マイルチャンピオンシップ（1994年、1997年）
- ジャパンカップ（1994年）
- 阪神3歳牝馬ステークス（1994年〜1999年）

### 地方
- 帝王賞（1989年）

### その他
- 京都金杯（1995年〜1997年、2005年）
- シンザン記念（1998年、2002年、2005年）
- 日経新春杯（1998年、1999年）
- 京都牝馬特別（1999年）
- きさらぎ賞（1997年）
- 京都記念（1997年、2001年、2003年、2006年）
- アーリントンカップ（2000年、2002年）
- 阪急杯（1999年）
- 4歳牝馬特別・西→フィリーズレビュー（1995年〜1999年、2001年）
- 毎日杯（1995年、1996年、1998年、2000年、2001年、2004年～2006年）
- チューリップ賞（1997年、2000年、2001年、2004年）
- 阪神障害ステークス・春（1998年）
- 阪神スプリングジャンプ（2001年、2002年、2006年）
- 阪神大賞典（1996年～1998年）
- 大阪杯（1995年、1996年）
- マイラーズカップ（1995年、2001年、2003年、2005年）
- アンタレスステークス（1997年、1999年）
- 京都4歳特別（1995年）
- 京都ジャンプステークス（1999年）
- シルクロードステークス（1996年）
- プロキオンステークス（1997年～1999年）
- 中日スポーツ賞4歳ステークス（1995年、1998年、1999年）
- 京都新聞杯（1994年、1995年、1997年～2000年、2004年、2005年）
- 金鯱賞（1998年〜2000年、2002年、2005年）
- 鳴尾記念（1997年、1998年）
- マーメイドステークス（2001年）
- 小倉サマージャンプ（2004年）
- 小倉記念（2006年）
- 小倉3歳ステークス（1994年、1997年）
- セントウルステークス（1999年）
- ローズステークス（2005年）
- 朝日チャレンジカップ（1996年、2004年）
- オールカマー（1996年）
- 神戸新聞杯（1995年、1997年）
- 京都大賞典（1997年、2005年）
- スワンステークス（1998年、1999年）
- KBS京都賞ファンタジーステークス（1998年）
- デイリー杯3歳ステークス（1995年、1999年、2005年）
- 京阪杯（1997年、1999年、2003年～2005年）
- シリウスステークス（1998年、1999年、2001年）
- 阪神牝馬特別→阪神牝馬ステークス（1994年、1995年、1997年、2006年）
- ラジオたんぱ杯3歳ステークス→ラジオたんぱ杯2歳ステークス（1996年、1997年、2000年、2001年、2003年～2005年）